# 高知県立宿毛工業高等学校
高知県立宿毛工業高等学校（こうちけんりつ すくもこうぎょうこうとうがっこう）は、高知県宿毛市に所在する公立の工業高等学校。

## 設置学科
- 機械科
  - 機械専攻（1学年あたり20名）
  - 自動車専攻（1学年あたり20名）
- 建設科
  - 土木専攻（1学年あたり20名）
  - 建築専攻（1学年あたり20名）
- 電気科（1学年あたり40名）
- 情報技術科（1学年あたり40名）

## 沿革
- 1954年 - 高知県立幡多農業高等学校の山奈分校として開校 。
- 1963年 - 高知県立宿毛農工高等学校として独立。
- 1969年 - 高知県立宿毛工業高等学校と改称。

## 所在地
- 高知県宿毛市平田町戸内2272番地2

### 交通アクセス
- 土佐くろしお鉄道工業団地駅から徒歩